# Divisione No. 10 (Alberta)
La Divisione No. 10 è una divisione censuaria dell'Alberta, Canada di 86.796 abitanti, che ha come centri maggiori Camrose e Lloydminster.

## Comunità
- City
  - Camrose
  - Lloydminster

- Town
  - Bashaw
  - Bruderheim
  - Lamont
  - Mundare
  - Tofield
  - Two Hills
  - Vegreville
  - Vermilion
  - Viking

- Villaggi
  - Andrew
  - Bawlf
  - Bittern Lake
  - Chipman
  - Derwent
  - Dewberry
  - Edberg
  - Ferintosh
  - Hay Lakes
  - Holden
  - Innisfree
  - Kitscoty
  - Mannville
  - Marwayne
  - Minburn
  - Myrnam
  - New Norway
  - Paradise Valley
  - Rosalind
  - Ryley
  - Willingdon

- Frazioni
  - Armena
  - Blackfoot
  - Chaton
  - Clandonald
  - Duhamel
  - Hairy Hill
  - Islay
  - Lavoy
  - Ranfurly
  - Round Hill

- Municipalità di contea
  - Contea di Beaver
  - Contea di Camrose No. 22
  - Contea di Lamont
  - Contea di Minburn No. 27
  - Contea di Two Hills No. 21
  - Contea di Vermilion River No. 24

- Riserve
  - Makaoo 120